# Jan de Visser (voetballer)
Jan de Visser (Hoorn, 1 januari 1968) is een Nederlands oud-profvoetballer. De Visser was een linkermiddenvelder en kwam in het profvoetbal uit voor AZ, sc Heerenveen en Feyenoord. Bij de amateurs speelde De Visser voor Zwaluwen '30 en Hollandia.

## Loopbaan
Jan de Visser begon zijn professionele voetbalcarrière bij AZ in 1988, in de thuiswedstrijd tegen DS'79. Na drie seizoen bij de Alkmaarders gespeeld te hebben vertrok De Visser in 1991 naar SC Heerenveen. Hier groeide hij al snel uit tot een vaste waarde, hij zou er uiteindelijk acht seizoenen spelen, waarna hij in 1999 bij Feyenoord ging voetballen. Dit werd geen succesvolle periode. In zijn eerste seizoen bij de Rotterdammers kwam hij nog tot zesentwintig wedstrijden, maar in de twee seizoen die hij daarna nog zou spelen kwam hij respectievelijk tot vijftien en zes wedstrijden, meestal als invaller.
In 2002 besloot De Visser om na veertien jaar profvoetbal een punt achter zijn carrière te zetten. Daarna is hij spelersmakelaar geworden en woont hij nog steeds in zijn geboorteplaats.

## Statistieken
| Seizoen   | Club          | Wedstrijden | Doelpunten | Competitie     |
| --------- | ------------- | ----------- | ---------- | -------------- |
| 1988/1989 | AZ            | 16          | 0          | Eerste divisie |
| 1989/1990 | AZ            | 34          | 1          | Eerste divisie |
| 1990/1991 | AZ            | 37          | 0          | Eerste divisie |
| 1991/1992 | sc Heerenveen | 36          | 3          | Eerste divisie |
| 1992/1993 | sc Heerenveen | 32          | 6          | Eerste divisie |
| 1993/1994 | sc Heerenveen | 34          | 1          | Eredivisie     |
| 1994/1995 | sc Heerenveen | 32          | 4          | Eredivisie     |
| 1995/1996 | sc Heerenveen | 31          | 2          | Eredivisie     |
| 1996/1997 | sc Heerenveen | 32          | 2          | Eredivisie     |
| 1997/1998 | sc Heerenveen | 32          | 6          | Eredivisie     |
| 1998/1999 | sc Heerenveen | 34          | 5          | Eredivisie     |
| 1999/2000 | Feyenoord     | 26          | 2          | Eredivisie     |
| 2000/2001 | Feyenoord     | 15          | 0          | Eredivisie     |
| 2001/2002 | Feyenoord     | 6           | 0          | Eredivisie     |
| Totaal    |               | 397         | 32         |                |

## Erelijst
Feyenoord
- Johan Cruijff Schaal

1999
- UEFA Cup

2002